# Money (Missisipi)
Money – obszar niemunicypalny w hrabstwie Leflore w stanie Missisipi w Stanach Zjednoczonych. Miejscowość położona jest nad rzeką Tallahatchie, dopływem Yazoo, oraz przy linii kolejowej, łączącej Greenwood z Clarksdale.
W 1955 roku w Money zlinczowano czternastoletniego Emmetta Tilla. Sklep, w którym Till miał obrazić białą kobietę, jest obecnie w stanie ruiny, ale jego właściciele odmawiają renowacji lub sprzedaży.

## Urodzeni w Money
- Willye White – lekkoatletka i olimpijka[3]
- Richard „Hacksaw” Harney – gitarzysta i pianista bluesowy[4]